# Adil Jelloul
Adil Jelloul (em árabe: عادل جلول; nascido em 14 de julho de 1982) é um ciclista marroquino. Nos Jogos Olímpicos de Verão de 2012 em Londres, competiu na prova de estrada individual, terminando na 62ª posição.